# Ordestaat van de Bektasji
De Ordestaat van de Bektasji (Albanees: Shteti Sovran i Urdhrit Bektashi) is een voorgestelde Europese microstaat en stadstaat die bij het huidige wereldhoofdkwartier van de Bektashi in Tirana, de hoofdstad van Albanië ligt. Als de oprichting doorgaat, is het land kleiner dan Vaticaanstad en daarmee het kleinste land ter wereld met een totale landoppervlakte van 0,11 km².
Plannen voor de oprichting van de staat zijn opgezet door de Albanese premier Edi Rama en gesteund door de leider van de Bektashi-orde, Baba Mondi. Rama verklaarde dat in de nabije toekomst meer details over de oprichting van de staat zullen worden onthuld. Volgens het Vaticaanse model zou de toekomstige staat het burgerschap uitsluitend verlenen aan Bektashi-geestelijken en regeringsfunctionarissen. De vorming van de staat zal de goedkeuring van het Albanese parlement nodig hebben en een amendement op de Albanese grondwet. Daarvoor is een landelijk referendum nodig.